# Ernesto Garín
Ernesto Sebastían Garín (Godoy Cruz, Provincia de Mendoza, Argentina; 8 de enero de 1986) es un futbolista argentino. Juega de mediocampista y su equipo actual es San Jorge de Tucumán que disputa el Torneo Federal A de Argentina.

## Trayectoria
En 2012, fichó por el club mendocino Gimnasia y Esgrima donde logró dos ascensos consecutivos en menos de un año tras primero hacerse con la temporada 2013-14 del Argentino B, siendo una de las figuras del equipo, y luego la temporada 2014 del Federal A.
A mediados de 2016, y luego de casi un año de inactividad, recaló en San Jorge de Tucumán para disputar el Torneo Federal A 2016-17.

## Clubes
| Club                   | País      | Año           |
| ---------------------- | --------- | ------------- |
| Godoy Cruz             | Argentina | 2005-2010     |
| San Martín (M)         | Argentina | 2010-2011     |
| Gimnasia y Esgrima (M) | Argentina | 2011-2012     |
| Universitario de Sucre | Bolivia   | 2012          |
| Gimnasia y Esgrima (M) | Argentina | 2012-2015     |
| San Jorge (T)          | Argentina | 2016-presente |

## Palmarés

### Campeonatos nacionales
| Título             | Club                   | País      | Año     |
| ------------------ | ---------------------- | --------- | ------- |
| Torneo Argentino B | Gimnasia y Esgrima (M) | Argentina | 2013-14 |

#### Otros logros
- Ascenso a Primera B Nacional con Gimnasia de Mendoza en el Torneo Federal A 2014.